# Yavuz Özkan
Yavuz Özkan (Denizli, 19 maggio 1985) è un ex calciatore turco, di ruolo portiere.

## Carriera
Ha giocato nella prima divisione turca.

## Palmarès

### Club

#### Competizioni nazionali
- Campionato turco: 1

Bursaspor: 2009-2010